# Peter Adalbert Silbermann
Peter Adalbert Silbermann (* 8. Dezember 1878 in Görlitz; † 1. April 1944 in Hollywood; Pseudonym: Peter Olman) war ein deutscher Hochschullehrer und Gründer des Berliner Abendgymnasiums, das jetzt den Namen Peter-A.-Silbermann-Schule trägt.

## Leben
Silbermann wuchs als Sohn eines selbständigen Kaufmanns auf. Seine Hochschulreife erwarb er 1897 am Französischen Gymnasium Berlin. Anschließend studierte er Germanistik, Philosophie, Kunstgeschichte und Romanistik. Er promovierte am 14. Mai 1902 mit einer philologischen Arbeit über eine romantische Erzählung Ernst Schulzes. Unmittelbar danach nahm er seine Lehrtätigkeit im Bereich der Erwachsenenbildung auf und unterrichtete an der Handelsakademie und an der Hochschule in Brünn. Von 1907 bis 1913 war er in Berlin als Oberstufenlehrer tätig und wurde dann Direktor der Deutschen Schule in Adana. 1917 trat er in den diplomatischen Dienst des Auswärtigen Amtes ein.
Silbermann war Mitbegründer des Volkskraft-Bundes und Herausgeber von Volkskraft. Illustrierte Wochenschrift seit 1919.
Von 1920 bis 1925 war er im Auftrag des preußischen Kultusministerium für diesen Volkskraftbund in Berlin tätig. Das Ministerium übernahm ihn 1925 zusätzlich als Titularprofessor für den Fachbereich Erwachsenenbildung. Am 10. Mai 1927 gründete Silbermann den Verein zur Förderung des Berliner Abendgymnasiums, das am 1. September 1927 seine Lehrtätigkeit mit 115 Hörern in Berlin-Mitte begann. Am 25. Juni 1930 wurde das Berliner Abendgymnasium in die Verwaltung der Stadt Berlin übernommen und ist damit das älteste staatliche Abendgymnasium in Deutschland.
1933 wurde er als Jude fristlos entlassen und emigrierte zuerst nach Italien, wo er als Lektor an der Universität La Sapienza in Rom arbeitete. Als auch dort die Lehr- und Lebensmöglichkeiten für ihn zunehmend eingeschränkt wurden, übersiedelte er in die USA, wo bereits sein Sohn lebte.

## Schriften
- 1939: Der Onkel aus Amerika
- 1936: Geschichten um Goethe
- 1935: Ein Mädchen reißt aus
- 1931: Handbuch des Berliner Abend-Gymnasiums
- 1930: Die Berliner Abend-Universität
- 1929: Für und wider die Abenduniversität
- 1927: Aus New Yorks höheren Schulen.
- 1922: Die deutsch-nationale Republik
- 1920: Vom Geist der Gemeinschaft

Herausgeberschaften
- Herwarth Walden, Peter A. Silbermann (Hrsg.): Expressionistische Dichtung vom Weltkrieg bis zur Gegenwart. Carl Heymanns Verlag, Berlin 1932.